# Archie Renaux
Archie Renaux (* 22. November 1997 in London als Archie James Beale) ist ein britischer Schauspieler und Model.

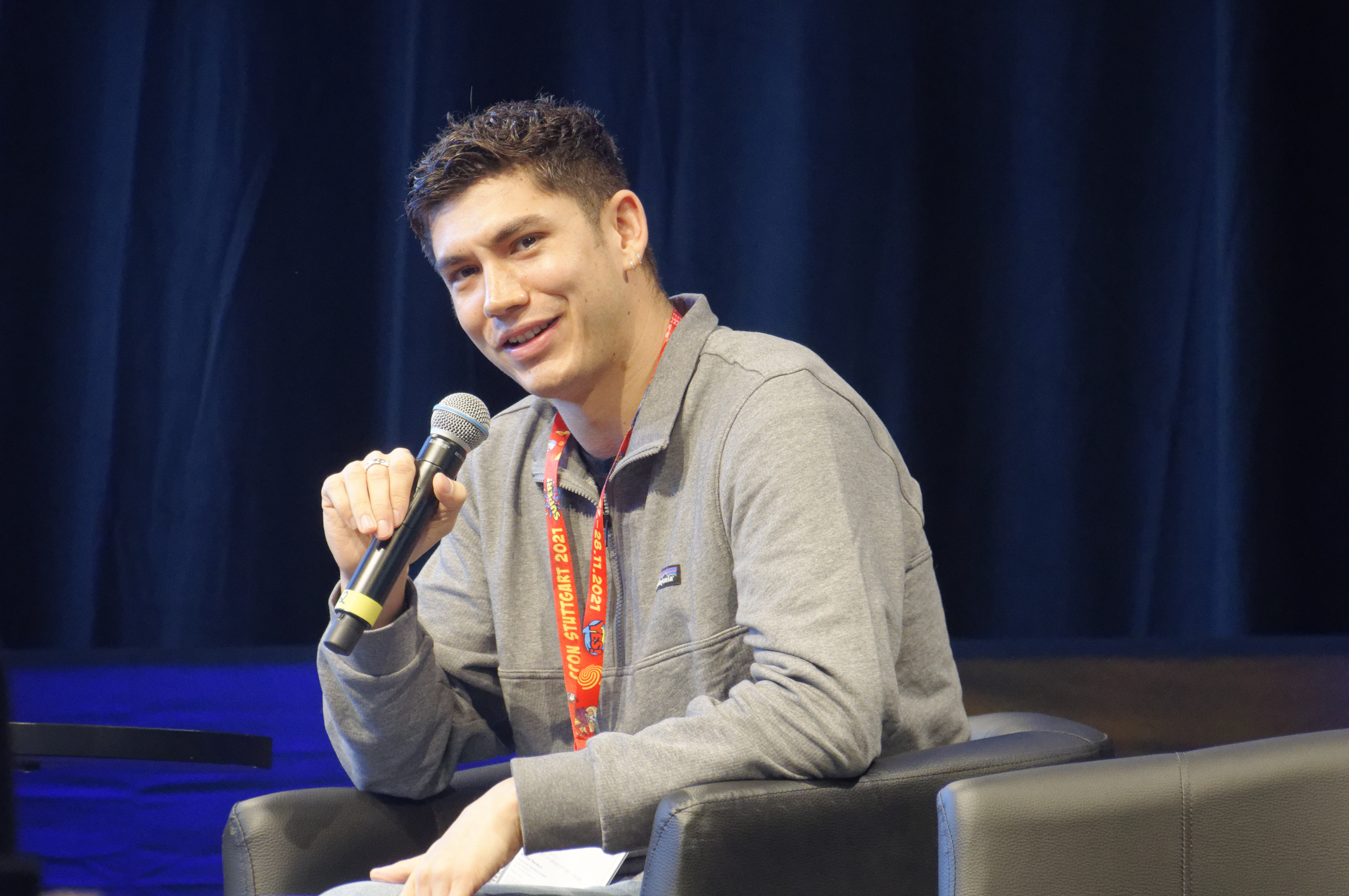
Archie Renaux auf der Comic Con Germany 2022 in Stuttgart

## Ausbildung und Karriere
Renaux wuchs als Archie James Beale in Tolworth im Londoner Stadtbezirk Royal Borough of Kingston upon Thames auf; den Künstlernamen Renaux wählte er nach seiner Großtante Helen Renaux aus. Nachdem er Schauspielunterricht an der Londoner Unseen-Dramaschule genommen hatte, begann er zunächst für einen sicheren Job eine Lehre als Klimaanlagentechniker, die er aber früh abbrach, um dem Schauspiel nachzugehen. Während er zu Vorsprechen ging und wenige kleine Rollen erhielt, arbeitete er auf Baustellen, um sich ein Einkommen zu sichern. Nach einem Schauspielkurs wurde er von einem Scout als Model entdeckt und unterschrieb bei AMCK Models. Nach einer ersten größeren Rolle in Gold Digger wurde er 2019 für den Film Voyagers besetzt. Zum Ende der Dreharbeiten machte sein Manager ihn auf das Netflix-Projekt Shadow and Bone – Legenden der Grisha aufmerksam, in dem er nach einem Treffen mit der Hauptdarstellerin Jessie Mei Li die Rolle Malyen Oretsev erlangte.

## Persönliches
2020 verkündeten Renaux und seine Freundin die Geburt ihrer Tochter.

## Filmografie
- 2017: Market Road (Kurzfilm)
- 2018: Feline
- 2018: Strange Days (Kurzfilm)
- 2019: Hanna (Fernsehserie, 1 Episode)
- 2019: Gold Digger (Fernsehserie, 6 Episoden)
- 2020: Body of Water
- 2021: Voyagers
- 2021–2023: Shadow and Bone – Legenden der Grisha (Fernsehserie, 16 Episoden)
- 2022: Morbius
- 2022: The Greatest Beer Run Ever
- 2022: Catherine Called Birdy
- 2023: Die andere Zoey (The Other Zoey)
- 2024: First Class (Upgraded)
- 2024: Alien: Romulus